# آزبوکا وکوسا
آزبوکا وکوسا (روسی: Азбука вкуса) شرکت خرده‌فروشی روس است، که در سال ۱۹۹۷ تأسیس شد.